# Eri Fukatsu
Eri Fukatsu (深津 絵里, Fukatsu Eri), née le 11 janvier 1973 à Ōita (préfecture d'Ōita), au Japon, est une actrice japonaise.

## Biographie
Eri Fukatsu a remporté le prix de la meilleure actrice au 18e Festival du film de Yokohama pour Haru (en) (1996) et le prix de la meilleure actrice au Festival des films du monde de Montréal 2010 pour sa performance dans Villain. Elle a également été acclamée pour son rôle dans la série télévisée japonaise Bayside Shakedown et les films dérivés de la série. En 1988, elle a joué dans des publicités "Christmas Express" pour la Central Japan Railway Company.  
Son père est ingénieur et sa mère est la calligraphe Yumiko Fukatsu.  

## Filmographie partielle

### Au cinéma
- 1988 : 1999-nen no natsu yasumi (Summer Vacation 1999) de Shūsuke Kaneko : Norio
- 1988 : Stay Gold d'Osamu Murakami : Risa
- 1989 : Mangetsu no Kuchizuke de Ryū Kaneda : Rie Takahara
- 1991 : Manatsu no Chikyū d'Osamu Murakami : Yūko Hashimoto
- 1995 : Birthday Present de Michio Mitsuno : Eri Kawano
- 1996 : Haru de Yoshimitsu Morita : Hoshi
- 1998 : Bayside Shakedown: The Movie de Katsuyuki Motohiro : Sumire Onda
- 2000 : Space Travelers de Katsuyuki Motohiro : Midori Aida ("Irène Ours")
- 2003 : Bayside Shakedown 2 de Katsuyuki Motohiro : Sumire Onda
- 2003 : Like Asura de Yoshimitsu Morita : Takiko
- 2006 : The Professor's Beloved Equation de Takashi Koizumi : Kyōko
- 2008 : The Magic Hour (ザ・マジックアワー, Za majikku awā?) de Kōki Mitani : Mari Takachiho
- 2008 : Honokaa Boy d'Atsushi Sanada : Chaco
- 2009 : Your Story de Toshiyuki Morioka : Natsumi Takahara
- 2010 : Bayside Shakedown 3 de Katsuyuki Motohiro : Sumire Onda
- 2010 : Villain de Lee Sang-il : Mitsuyo Magome
- 2011 : A Ghost of a Chance de Kōki Mitani : Emi Hōshō
- 2012 : Bayside Shakedown The Final de Katsuyuki Motohiro : Sumire Onda
- 2014 : Parasyte: Part 1 de Takashi Yamazaki : Ryoko Tamiya
- 2015 : Parasyte: Part 2  de Takashi Yamazaki : Ryoko Tamiya
- 2015 : Vers l'autre rive de Kiyoshi Kurosawa : Mizuki Yabuuchi
- 2016 : The Long Excuse de Miwa Nishikawa : Natsuko Kinugasa
- 2017 : Survival Family de Shinobu Yaguchi : Mitsue Suzuki

### À la télévision
- 2007 : Saiyūki (en)  de Kensaku Sawada : Tang Sanzang

## Discographie
Albums
- Applause (1990)
- Sourire (1992)
- Dokuichigo (2012) (as Ichigo Ichie)

## Prix
| Année | Prix                                        | Catégorie                             | Titre                               | Résultat   |
| ----- | ------------------------------------------- | ------------------------------------- | ----------------------------------- | ---------- |
| 1990  | 13e Japan Academy Prize                     | Nouveaux arrivants de l'année         | Mangetsu no Kuchizuke               | Lauréat    |
| 1997  | 18e Festival du film de Yokohama            | Meilleure actrice                     | Haru                                | Lauréat    |
| 1997  | 20e Prix du cinéma de l'Académie du Japon   | Meilleure actrice                     | Haru                                | Nomination |
| 1999  | 22e Prix du cinéma de l'Académie du Japon   | Meilleure actrice dans un second rôle | Bayside Shakedown: The Movie        | Nomination |
| 2002  | 5e Grand Prix de drame sportif de Nikkan    | Meilleure actrice                     | Koi no Chikara                      | Lauréat    |
| 2003  | 28e Hōchi Film Award                        | Meilleure actrice dans un second rôle | Like Asura, Bayside Shakedown 2     | Lauréat    |
| 2004  | 27e Prix du cinéma de l'Académie du Japon   | Meilleure actrice dans un second rôle | Like Asura                          | Lauréat    |
| 2004  | 27e Prix du cinéma de l'Académie du Japon   | Meilleure actrice dans un second rôle | Bayside Shakedown 2                 | Nomination |
| 2007  | 16e Prix des critiques de films japonais    | Meilleure actrice                     | The Professor's Beloved Equation    | Lauréat    |
| 2010  | 34e Festival des films du monde de Montréal | Meilleure actrice                     | Villain                             | Lauréat    |
| 2010  | 35e Prix du film de Hochi                   | Meilleure actrice                     | Villain                             | Lauréat    |
| 2010  | 23e Nikkan Sports Film Awards               | Meilleure actrice                     | Villain                             | Lauréat    |
| 2011  | 34e Japan Film Award                        | Meilleure actrice                     | Villain                             | Lauréat    |
| 2012  | 35e Japan Film Award                        | Meilleure actrice                     | A Ghost of a Chance                 | Nomination |
| 2016  | 89e Kinema Junpo Awards                     | Meilleure actrice                     | Vers l'autre rive, Parasyte: Part 2 | Lauréat    |
| 2016  | 30e festival du film de Takasaki            | Meilleure actrice                     | Vers l'autre rive                   | Lauréat    |